# Tovinger
Tovinger (Diptera) er en orden som favner ca. 118.000 arter og 200 familier, og en af de mest varierede grupper af levende organismer på jorden. Deres stamtræ kan spores over 250 millioner år tilbage. Deres kropsstørrelse spænder fra 0,8 til 23 mm, dog er der en art, Mydas heros, som er 6 cm og med en spændvidde på op til 10 cm.
Tovingers bagvinger er reduceret til svingkøller, som er små kølleformede balanceorganer. Nogle arter er helt vingeløse. De inddeles i to underordener:
- Myg (Nematocera) med spinkle kroppe
- Fluer (Brachycera) som er kraftigere og har korte, tykke følehorn med højest fem led

Myggene omfatter bl.a. familierne
- Hårmyg (Bibionidae)
- Galmyg (Cecidomyiidae)
- Mitter (Ceratopogonidae)
- Dansemyg (Chironomidae)
- Stikmyg (Culicidae)
- Svampemyg (Mycetophilidae)
- Sommerfuglemyg og sandfluer (Psychodidae)
- Kvægmyg (Simuliidae)
- Stankelben (Tipulidae)

Fluerne omfatter bl.a. familierne
- Kuglefluer (Acroceridae)
- Minérfluer (Agromyzidae)
- Blomsterfluer (Anthomyiidae)
- Rovfluer (Asilidae)
- Humlefluer (Bombyliidae)
- Spyfluer (Calliphoridae)
- Billefluer (Celyphidae)
- Fritfluer (Chloropidae)
- Hvepsefluer (Conopidae)
- Stilkøjefluer (Diopsidae)
- Styltefluer (Dolichopodidae)
- Bananfluer (Drosophilidae)
- Dansefluer (Empididae)
- Hestebremser (Gasterophilidae)
- Tsetsefluer (Glossinidae)
- Lusefluer (Hippoboscidae)
- Egentlige fluer (Muscidae)
- Mydas fluer (Mydidae)
- Flagermusfluer (Nycteribiidae)
- Bremser (Oestridae)
- Pantothalmider (Pantophtalmidae)
- Pukkelfluer (Phoridae)
- Signalfluer (Platystomatidae)
- Rodfluer (Psilidae)
- Kødfluer (Sarcophagidae)
- Gødningfluer (Scathophagidae)
- Svingefluer (Sepsidae)
- Våbenfluer (Stratiomyidae)
- Svirrefluer (Syrphidae)
- Klæger (Tabanidae)
- Snyltefluer (Tachinidae)
- Båndfluer (Tephritidae)